# William Gifford Palgrave

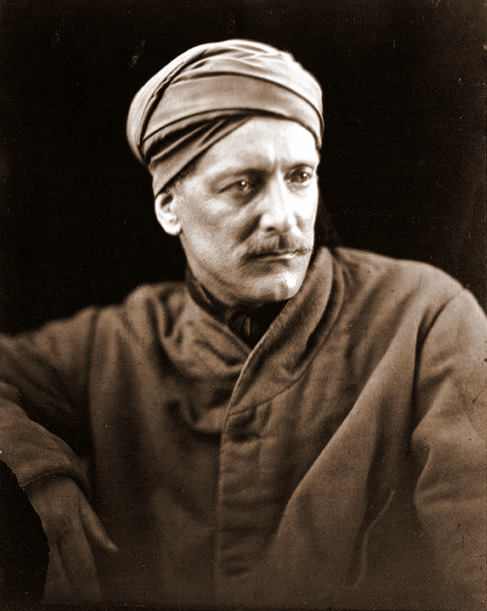
Porträt Palgrave, 1868 von Julia Margaret Cameron

William Gifford Palgrave (* 1826 in Westminster, London, England; † 1888) war ein Orientreisender. Er war der Sohn von Sir Francis Palgrave (K.H.) und Elizabeth Turner. 
Er ging auf die Charterhouse School in Godalming, wo er neben anderen Ehrungen die Schulgoldmedaille für klassische Verse gewann. Danach besuchte er das Trinity College in Oxford, wofür er ein Stipendium erhalten hatte. Seinen Abschluss machte er dort im Jahr 1846. 
Nach dem College begab sich Palgrave direkt nach Indien und diente für eine Zeit in der britischen Armee. Kurz darauf konvertierte er zum Katholizismus, wurde zum Priester geweiht und schloss sich dem Orden der Jesuiten an. Als Ordensmitglied diente er in Indien, Rom und in Syrien, wo er Kenntnisse der arabischen Sprache erwarb. 
Palgrave überzeugte seine Vorgesetzten davon, eine Mission im inneren Arabien zu unterstützen, die in der Epoche für den Rest der Welt noch ein unbekanntes Land war. Er erlangte außerdem die Unterstützung des französischen Kaisers Napoleon III. und legte ihm dar, dass ein besseres Wissen über Arabien dem französischen Imperialismus in Afrika und dem mittleren Osten dienlich sein würde. 
Er kehrte dann nach Syrien zurück, wo er die Identität eines reisenden Arztes annahm. Von einem Diener begleitet, packte Palgrave seine Taschen mit Medizin und Reisegütern und reiste in den Nadschd im Nordzentrum Arabiens. Er reiste als Muslim getarnt, andernfalls hätte es den Tod in den Händen von Stammesangehörigen bedeuten können. Jeder Dienst, den er fortan für die Gesellschaft Jesu und das französische Kaiserreich tätigte, war als Spion, nicht als Missionar. Nach der einjährigen Reise von Syrien durch den Nadschd weiter nach Bahrain und Oman kehrte er nach Europa zurück und schrieb eine Erzählung seiner Reisen. Seine Geschichte wurde ein Bestseller und wurde mehrfach nachgedruckt. Er gab keine Erwähnung von den versteckten Motiven für die Reise. 
Nachdem Palgrave dieses Buch geschrieben hatte, vollzog er einen erneuten Seitenwechsel und sagte sich 1865 von der Katholischen Kirche los. Er trat in den Dienst des Foreign and Commonwealth Office und wurde 1866 zum Konsul in Sochumi ernannt, wechselte 1867 jedoch nach Trabzon. 1868 heiratete er Katherine, die Tochter des Norwegers George Edward Simpson, mit der er drei Söhne hatte. Er wurde 1873 zum Konsul auf Saint Thomas und Saint Croix ernannt, 1876 zum Konsul in Manila und 1878 zum Generalkonsul in Bulgarien. 1879 wurde er nach Bangkok versetzt. 1884 war er Ministerresident und Generalkonsul in Uruguay, wo er bis zu seinem Tod im Jahr 1888 diente. 
Neben seiner Arbeit über Zentral-Arabien veröffentlichte Gifford Palgrave den Band Essays on Eastern Questions, eine Erzählung genannt Hermann Agha, eine Skizze von Niederländisch-Guayana und einen weiteren Essay-Band mit dem Titel Ulysses.

## Werke
- Observations in Central, Eastern, and Southern Arabia, during a Journey through that Country in 1862 and 1863, London, 1864. (online)
- Personal Narrative of a Year's Journey through Central and Eastern Arabia (1862-1863), vol. I. Macmillan & Co., London, 1865. (online)
- Personal Narrative of a Year's Journey through Central and Eastern Arabia (1862-1863), vol. II. Macmillan & Co., London, 1866. (online)
- Essays on Eastern Questions. London 1872. (online)
- Hermann Agha: An Eastern Narrative. London 1872. (vol. I online + vol. II online)
- Dutch Guiana. London 1876. (online)
- Ulysses or Scenes and Studies in Many Lands. London 1887. (online)